# Automobiles Martin
Pour les articles homonymes, voir Martin.
Automobiles Martin est un constructeur français d'automobiles de petites série. L'activité automobile de la marque Martin a débuté en 1989. Son fondateur, Georges Martin, initialement constructeur de cadres de motos depuis 1972, décida à partir de 1989 de commercialiser des répliques d'automobiles mythiques à coût réduit. Celles-ci étaient livrées montées, mais étaient également disponibles en kit, à assembler soi-même à partir d'un véhicule d'occasion fournissant la mécanique.
Plusieurs modèles furent fabriqués de 1989 à 1998, le premier d'entre eux fut la Martin TTM GMO, une réplique de Lotus Super Seven ; vinrent ensuite une réplique d'AC Cobra, de Ford GT40, mais également un modèle original : la Tilbury.

## Modèles

### Martin TTM GM0 (Super Seven)
C'est une réplique de Lotus Super Seven qui reçoit des éléments mécaniques principalement issus de la Ford Sierra. La voiture est composée d'un châssis tubulaire sur lequel est fixée la caisse composée de panneaux en aluminium rivetés et collés sur ce dernier, et d'éléments amovibles en fibre de verre. La Seven de Martin fut le premier modèle produit par ce constructeur, elle exista en trois série différentes entre 1989 et 1996, celles-ci se distinguant essentiellement par des modifications d'ordre esthétique tendant à la rapprocher des modèles Donkervoort, et également par quelques modifications techniques (train avant notamment). (550 exemplaires produits)

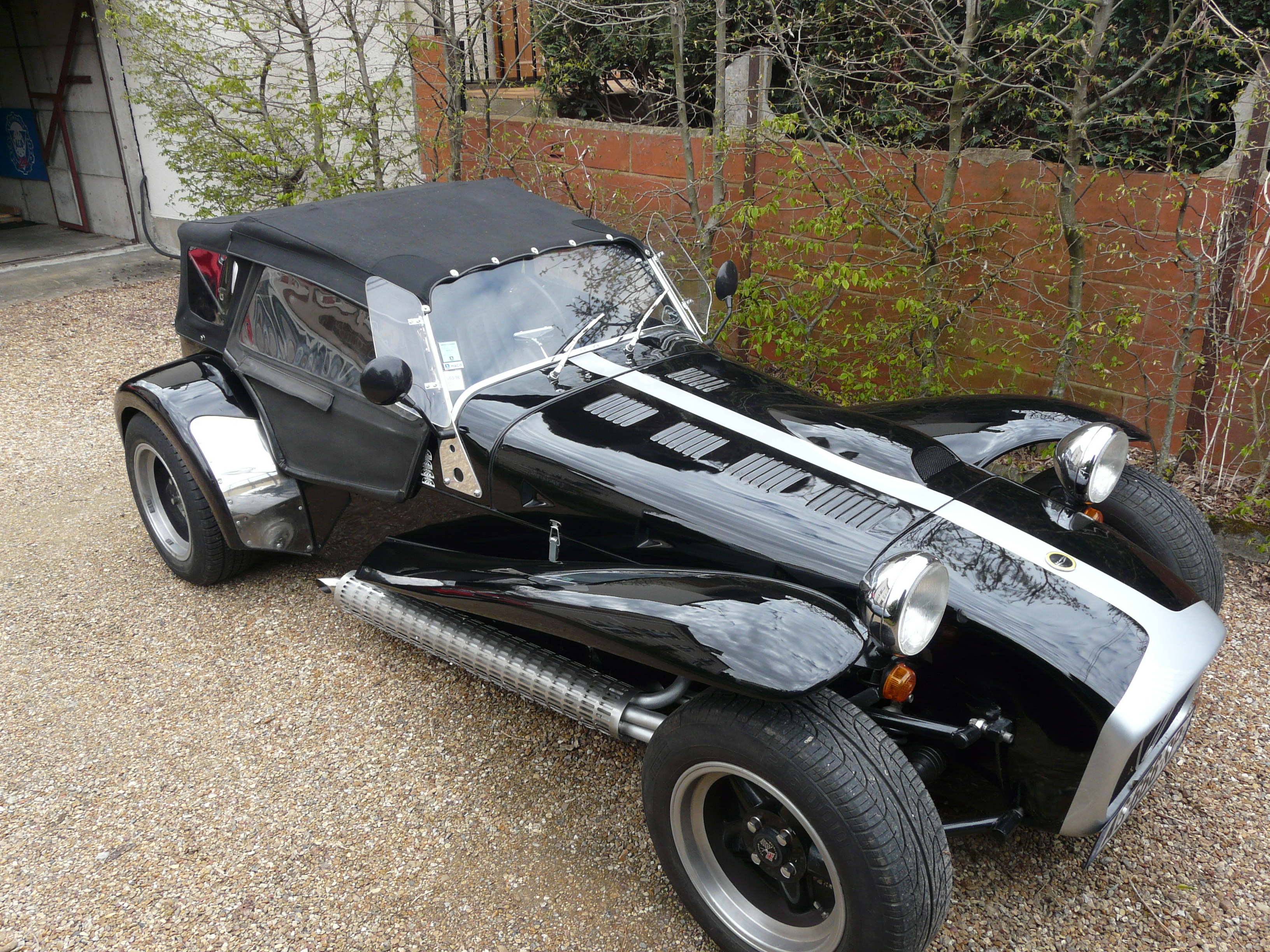
Martin Seven TTM GM0.

### Martin GM1 (AC Cobra)

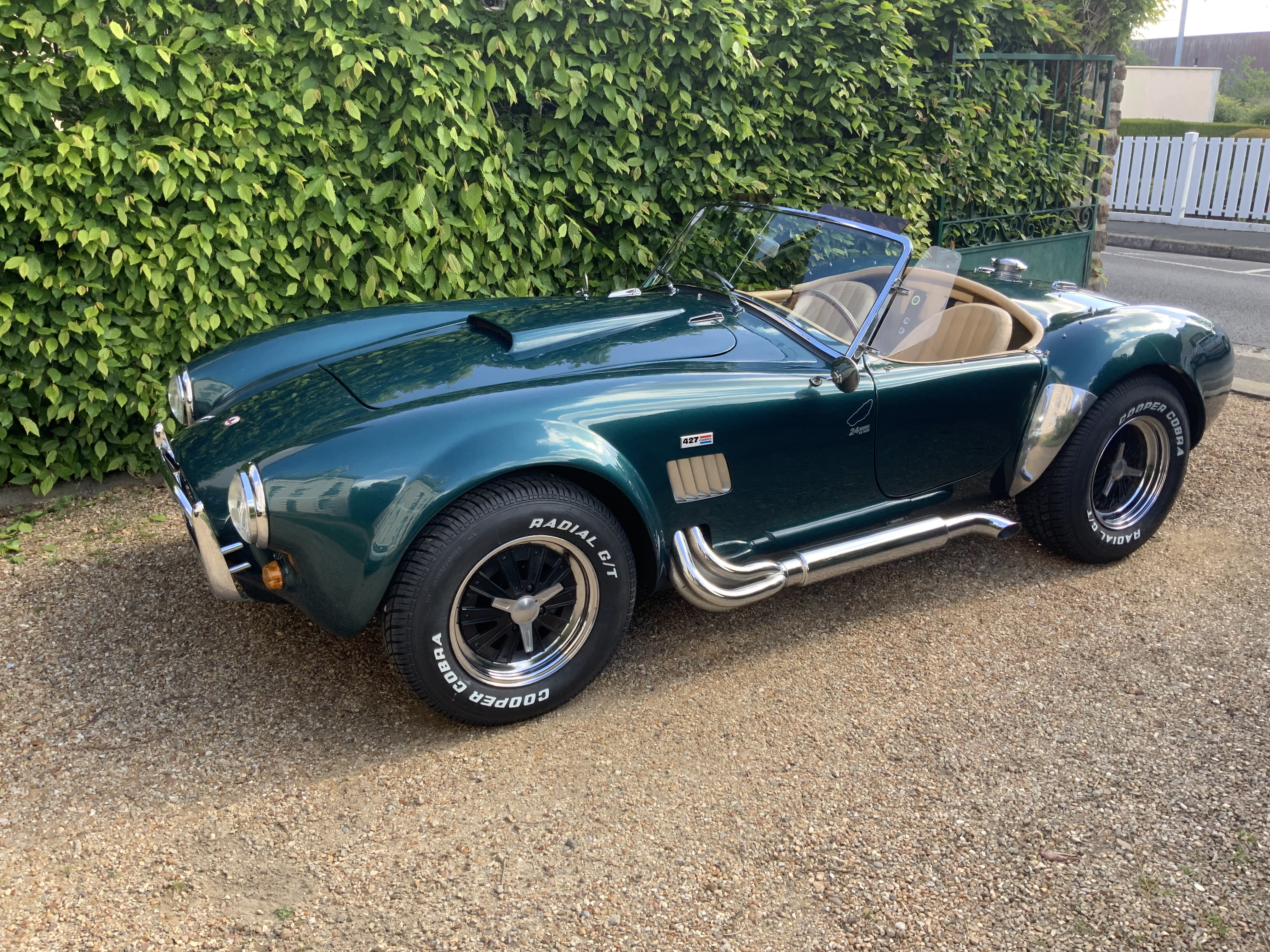
Martin Cobra GM1.

C'est une réplique d'AC Cobra ; composée d'un châssis de forte section carrée, elle reçoit des éléments mécaniques d'origine Ford Granada et Ford Scorpio, elle est motorisée par le V6 de 2,9 litres. La caisse est fabriquée en fibre de verre et se présente sous forme d'une coque vissée sur le châssis, recevant les ouvrants réalisés dans le même matériau. Cette coque présente la particularité d'avoir été moulée sur une vraie coque d'AC Cobra, un gage de fidélité par rapport au modèle original, qui permit à Martin d'avoir l'autorisation d'utiliser la dénomination « AC ». (80 exemplaires fabriqués)

### Martin GM3 (Ford GT40)
C'est une réplique de Ford GT40 composée d'un châssis tubulaire sur lequel repose une mécanique Ford, elle est motorisée par un V6. La caisse est composée d'aluminium et de fibre de verre. La réplique GT40 de Martin fut la dernière produite par ce constructeur, qui se heurta à de gros problèmes d'homologation, ainsi les acquéreurs devaient la faire homologuer à titre isolé, la voiture ne possédant pas d'homologation « par type » comme les deux modèles précédents. (7 exemplaires)v

### SMS Tilbury
C'est un roadster à deux places, original évoquant les modèles Morgan. Le cabriolet Tilbury fut conçu, en 1976, par Yves Charles, designer modeleur en carrosserie. En 1991, l'entreprise Martin  se voit confier la licence d'exploitation du roadster Tilbury. Cette automobile utilise une plateforme provenant de la Renault 4 GTL sur laquelle est posée une coque fabriquée de fibre de verre. La voiture possède un intérieur cuir et une finition agréable. Martin cessera ses activités de production en 1996 après avoir commercialisé entre 130 et 140 Tilbury dont une en Espagne, non homologuée, à un garagiste carrossier de Grenade. Il s'ensuivra que le roadster Tilbury sera plagié sur le territoire ibérique, ce garagiste carrossier Hurtan ne détenant aucune licence d'exploitation.